# Kanton Valence-4
Kanton Valence-4 is een kanton van het Franse departement Drôme. Het kanton maakt deel uit van het arrondissement Valence.

## Gemeenten
Het kanton Valence-4 omvat een deel van de gemeente Valence.
Tot 2014 werd dit deel omschreven als de wijken:
- Briffaut
- Fontbarlettes
- Grand Charran
- Les Martins
- Rousset

Na de herindeling van de kantons bij decreet van 20 februari 2014, met uitwerking op 22 maart 2015, omvat het kanton een ander centraal deel van de gemeente.